# کریس دلوزیو
کریستوفر رافائل دلوزیو (زاده ۱۳ ژوئیه ۱۹۸۴) یک وکیل، سیاستمدار و افسر سابق نیروی دریایی ایالات متحده است که از سال ۲۰۲۳ به عنوان نماینده ایالات متحده در حوزه هفدهم کنگره پنسیلوانیا خدمت می‌کند. این ناحیه شامل اکثر حومه‌های شمال غربی پیتسبورگ است. او یکی از اعضای حزب دمکرات است.
دلوزیو در پیتسبورگ به دنیا آمد و در تورنبورگ، پنسیلوانیا بزرگ شد.